# Tramwaje w Kolkacie

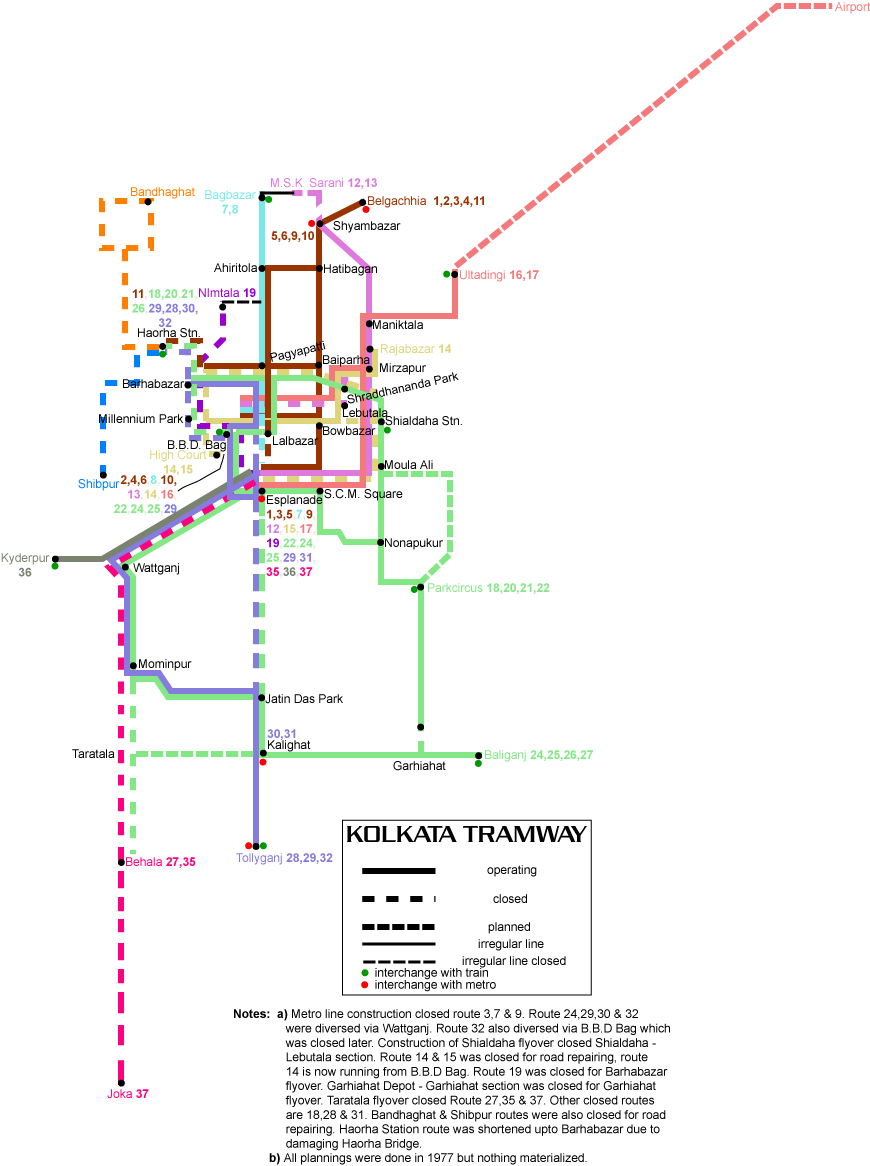
Schemat linii tramwajowych w Kolkacie

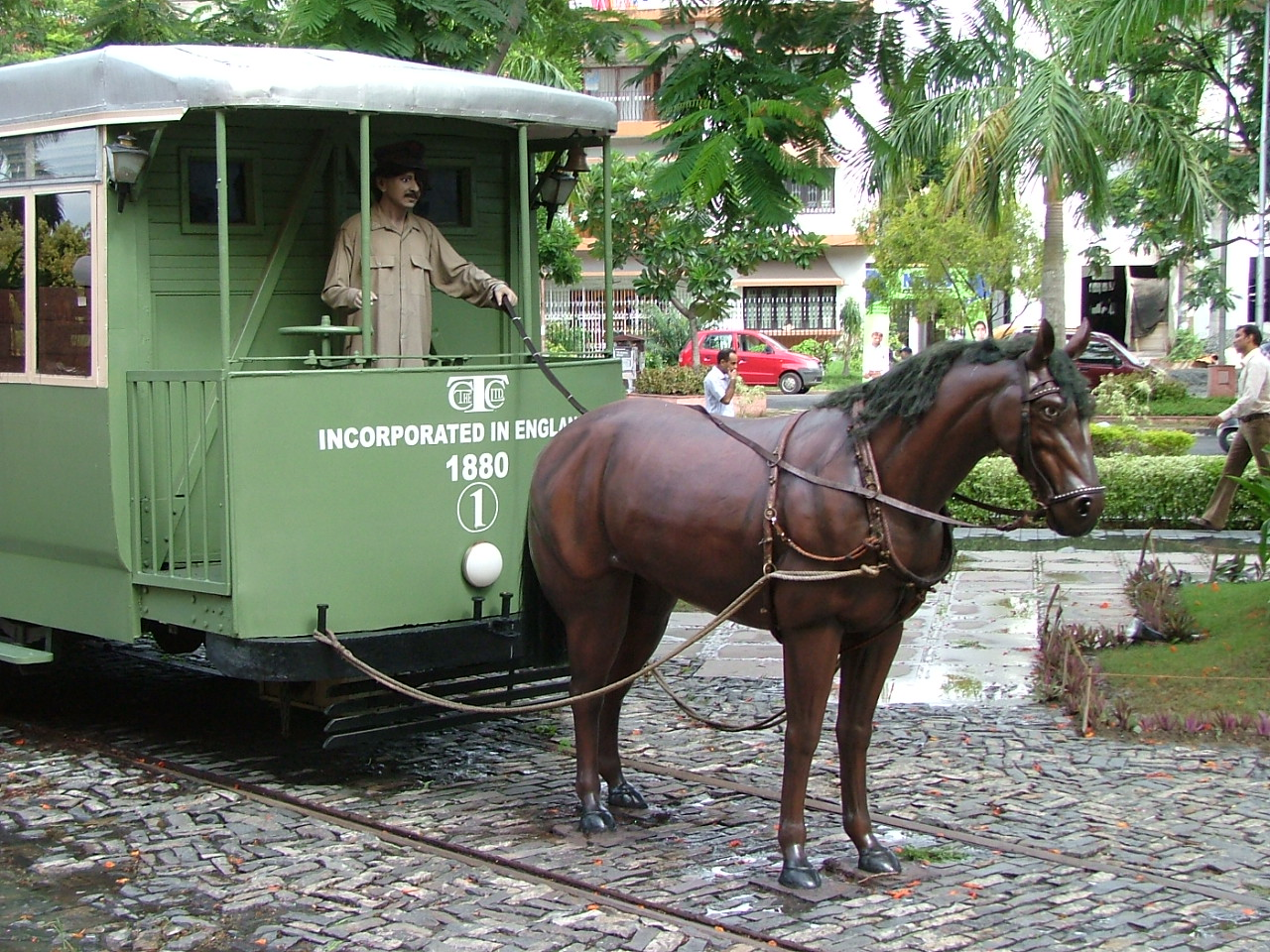
Tramwaj konny jako pomnik w centrum Kolkaty

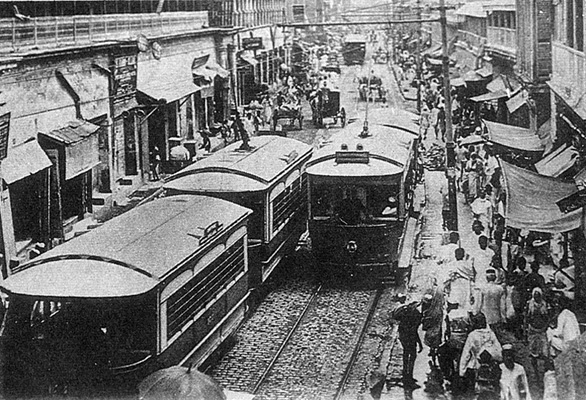
Tramwaje na ulicy w Kolkacie

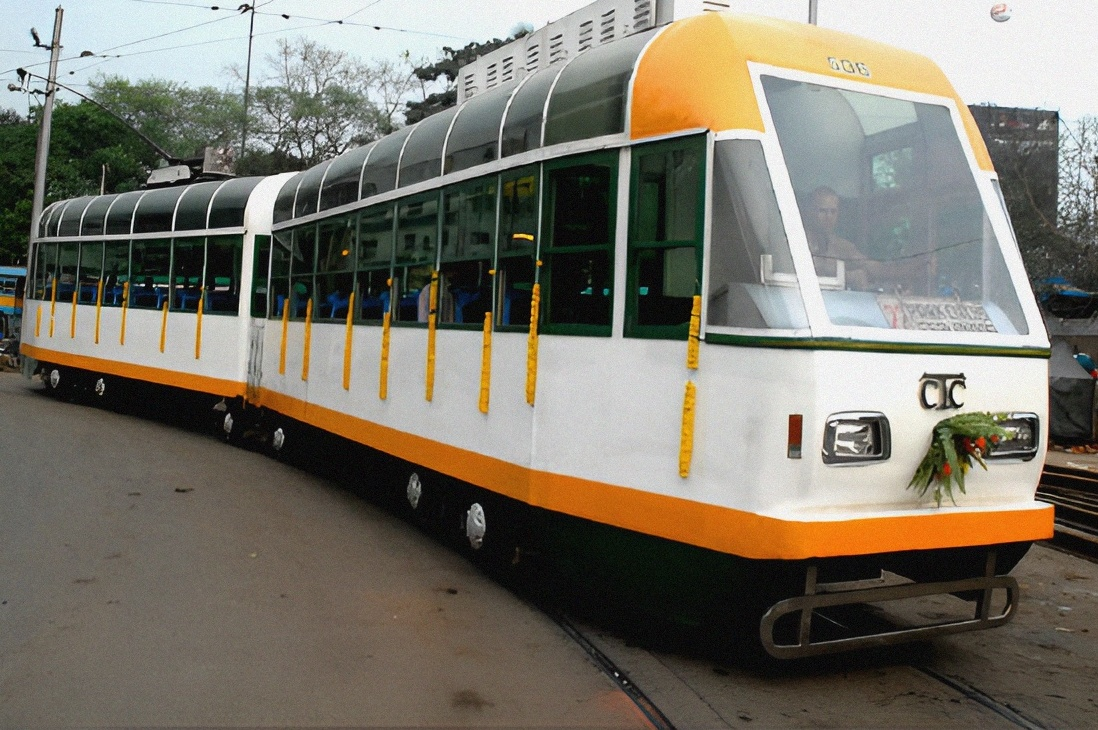
Zmodernizowany tramwaj serii 500

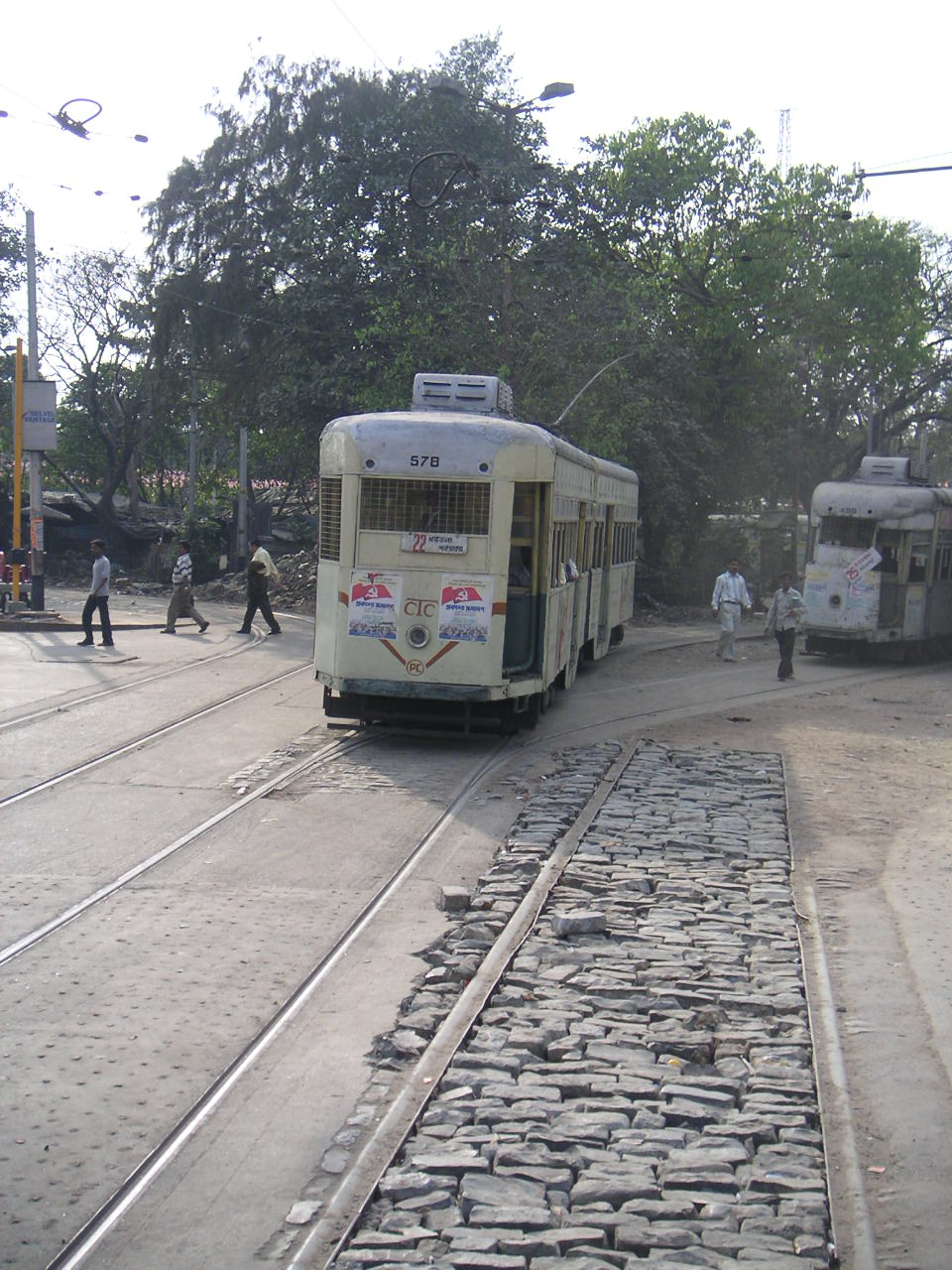
Tramwaj serii 500 o nr 578 w Kolkacie

Tramwaje w Kolkacie – system komunikacji tramwajowej działający w indyjskim mieście Kolkata (daw. Kalkuta). 

## Historia
Pierwsze tramwaje konne w Kalkucie uruchomiono 24 lutego 1873. Linię tę zamknięto pod koniec roku. Głównym celem tej linii był przewóz towarów pomiędzy portem na rzece a dworcem kolejowym. 1 listopada 1880 uruchomiono ponownie linię tramwaju konnego na trasie zbliżonej do poprzedniej. 22 grudnia 1880 powstała spółka „Calcutta Tramways Co Ltd”, która istnieje do dzisiaj. W 1882 rozpoczęto eksperymentalną eksploatację parowozów. W tym samym roku spółka posiadała 186 wagonów tramwajowych, 1000 koni i 7 lokomotyw parowych, które kursowały po trasach o długości 19 km. 
W 1900 rozpoczęto elektryfikację istniejących linii tramwaju konnego i przebudowę linii tramwajowych do rozstawu 1435 mm. 27 marca 1902 otwarto pierwszą linię tramwaju elektrycznego. Trasa linii tramwajowej wiodła z Khidirpur do Esplanade. Elektryfikację całego systemu zakończono w 1905. W 1905 uruchomiono tramwaje w Howrah. W 1920 w mieście pojawiły się pierwsze autobusy (dotychczas jedynym środkiem transportu miejskiego były tramwaje). Do 1943 w Kalkucie istniały dwie osobne sieci tramwajowe: w samej Kalkucie i w Howrah. Wówczas to wybudowano most przez rzekę Hugli, który otwarto w lutym i tym samym połączono oba systemy. W tym roku sieć tramwajowa liczyła 67,7 km. 
W pierwszej połowie lat 70. XX w. zlikwidowano tramwaje w Howrah, a w maju 1973 zlikwidowano linię Nimtala Ghat. Długość tras zmniejszyła się do 62,7 km. Oprócz likwidacji linii tramwajowych w centrum, planowano także budowę linii tramwajowych na południe i północ od centrum, w tym linię do lotniska. 17 kwietnia 1985 otwarto linię tramwajową z Maniktala do dworca Ultadang o długości 3,7 km. 31 grudnia 1986 otwarto linię Behala−Joka. W latach 1993–1995 zlikwidowano kilka linii tramwajowych. W ostatnich latach kilka tras tramwajowych poddano remontom. 
W mieście znajduje się 7 zajezdni tramwajowych.

## Linie
Obecnie w Kolkacie istnieje 29 linii tramwajowych:
| Linia | Trasa                          | Długość |
| ----- | ------------------------------ | ------- |
| 1     | Esplanade – Belgatchia         | 7,3 km  |
| 2     | Belgatchia − BBD Bag           | 6,8 km  |
| 4     | BBD Bag – Belgatchia           | 6,9 km  |
| 5     | Esplanade – Shyambazar         | 5,1 km  |
| 6     | BBD Bag – Shyambazar           | 5,1 km  |
| 8     | BBD Bag – Bagbazar             | 5,1 km  |
| 10    | BBD Bag – Shyambazar           | 5,1 km  |
| 11    | Howrah Bridge – Belgatchia     | 6,9 km  |
| 12    | Gallif street − Esplanade      | 6,9 km  |
| 13    | Esplanade – Gallif Str.        | 6,9 km  |
| 14    | BBD Bag – Rajabazar            | 4,8 km  |
| 15/12 | Rajabazar − Howrah Bridge      | 4,8 km  |
| 16    | Bidhan Nagar − BBD Bag         | 8,1 km  |
| 17    | Bidhan Nagar − Esplanade       | 8,1 km  |
| 20    | Parkcircus − Howrah Bridge     | 7,8 km  |
| 21    | Parkcircus − Howrah Bridge     | 7,8 km  |
| 22    | BBD Bag – Parkcircus           | 7,8 km  |
| 20/17 | Parkcircus − Bidhan Nagar      | 8,3 km  |
| 24    | Ballygunge STN − BBD Bag       | 12,7 km |
| 25    | Ballygunge STN – BBD Bag       | 8,6 km  |
| 26    | Ballygunge STN − Howrah Bridge | 10,4 km |
| 27    | Ballygunge STN − Behala        | 9,1 km  |
| 29    | Tollygunge − BBD Bag           | 12,6 km |
| 30    | Kalighat − Howrah Bridge       | 11,9 km |
| 24/29 | Tollygunge − Ballygunge STN    | 5,5 km  |
| 35    | Behala − Esplanade             | 8,7 km  |
| 36    | Khidderpore − Esplanade        | 5 km    |
| 37    | Joka − Esplanade               | 14,8 km |
| 20/12 | Parkcircus − Gallif Str.       | 7,9 km  |

## Tabor
W Kolkacie jest eksploatowanych 6 serii tramwajów w łącznej liczbie około 180 wagonów:
- seria 200
- seria 300
- seria 400
- seria 500 (w tym zmodernizowane)
- seria 600

Wszystkie tramwaje są dwuczłonowe i wysokopodłogowe.